# Fonction de Mittag-Leffler

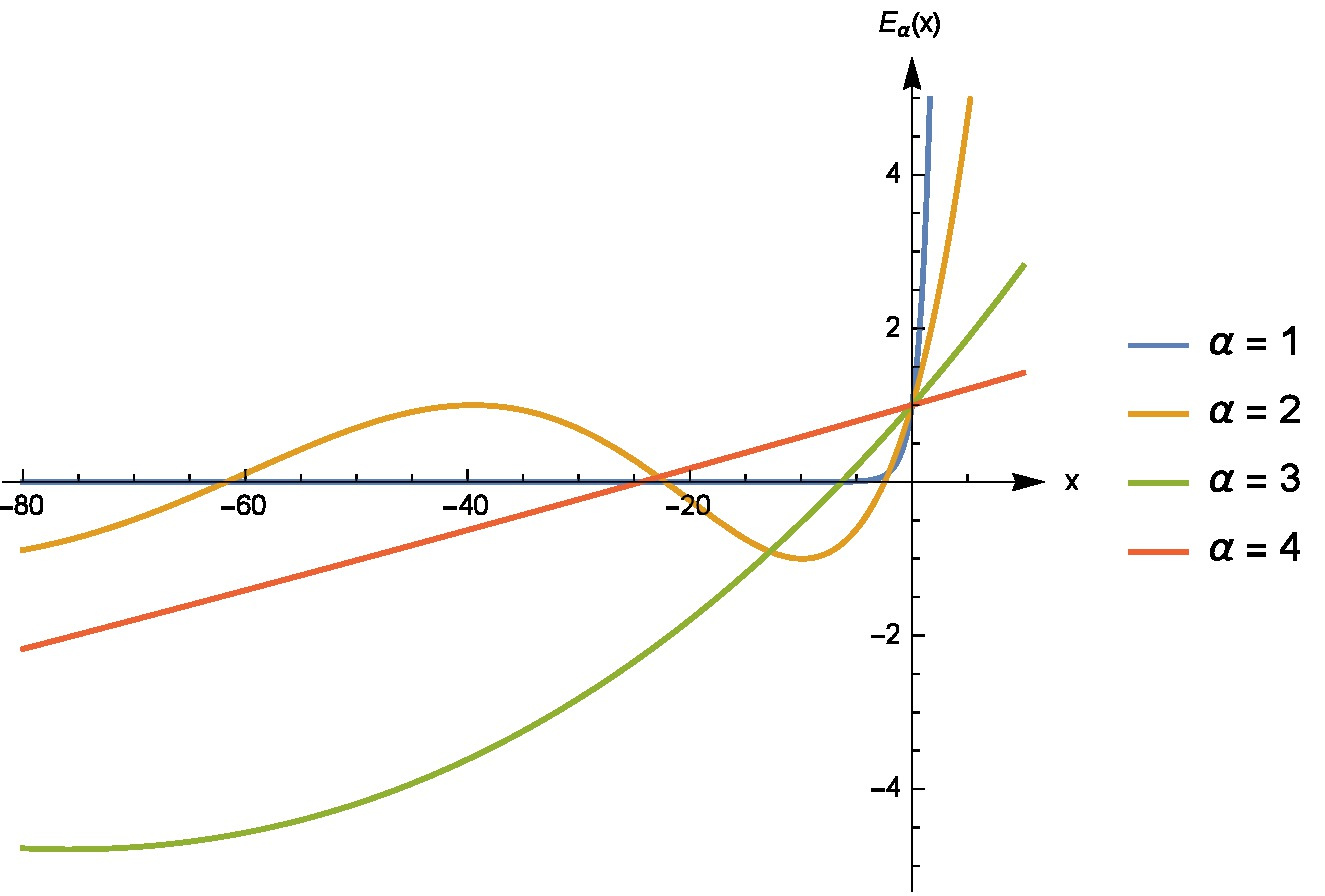
Graphe de quatre fonctions de Mittag-Leffler E_{α1}.

En mathématiques, la fonction de Mittag-Leffler, notée {\displaystyle E_{\alpha \beta }} qui tient son nom du mathématicien Gösta Mittag-Leffler, est une fonction spéciale, c’est-à-dire qui ne peut être calculée à partir d'équations rationnelles, qui s'applique dans le plan complexe et dépend de deux paramètres complexes {\displaystyle \alpha } et {\displaystyle \beta }. La fonction est définie pour {\displaystyle \alpha >0} :
{\displaystyle E_{\alpha \beta }(z)=\sum _{k=0}^{\infty }{z^{k} \over \Gamma (\alpha k+\beta )}}.
Dans ce cas, la série converge pour toute valeur d'argument z, ce qui fait de la fonction une fonction entière.
On désigne également la fonction Eα(z) = Eα 1(z) comme fonction de Mittag-Leffler.

## Valeurs particulières
Pour α = 0, on reconnait la somme de la série géométrique :
{\displaystyle E_{0}(z)=\sum _{k=0}^{\infty }{\frac {z^{k}}{\Gamma (1)}}=\sum _{k=0}^{\infty }z^{k}={\frac {1}{1-z}},\,|z|<1.}
Pour α = 1 et β = 1, on reconnait la série exponentielle :
{\displaystyle E_{1}(z)=\sum _{k=0}^{\infty }{\frac {z^{k}}{\Gamma (k+1)}}=\sum _{k=0}^{\infty }{\frac {z^{k}}{k!}}=\exp(z).}
On en déduit les égalités :
{\displaystyle E_{2,1}(z)=\cosh({\sqrt {z}}),\ E_{2,1}(-z^{2})=\cos(z).}
Pour β = 2, on a
{\displaystyle E_{1,2}(z)={\frac {\mathrm {e} ^{z}-1}{z}},\ E_{2,2}(z)={\frac {\sinh({\sqrt {z}})}{\sqrt {z}}}.}
La fonction d'erreur est un cas particulier de la fonction de Mittag-Leffler :
{\displaystyle w(z)=\exp(-z^{2}){\mbox{erfc}}(-\mathrm {i} z)=E_{1/2}(\mathrm {i} z).}
On peut également exprimer Eα comme une fonction hyperbolique généralisée :
{\displaystyle E_{\alpha }(z^{n})=F_{\alpha ,0}^{1}(z)}
Pour {\displaystyle \alpha =0,1,2}, on a les égalités intégrales 
{\displaystyle \int _{0}^{z}E_{0}(-s^{2})\,{\mathrm {d} }s=\arctan(z)}
{\displaystyle \int _{0}^{z}E_{1}(-s^{2})\,{\mathrm {d} }s={\tfrac {\sqrt {\pi }}{2}}\operatorname {erf} (z)}
{\displaystyle \int _{0}^{z}E_{2}(-s^{2})\,{\mathrm {d} }s=\sin(z)}

## Propriétés
La fonction de Mittag-Leffler vérifie la propriété de récurrence
{\displaystyle E_{\alpha ,\beta }(z)={\frac {1}{z}}E_{\alpha ,\beta -\alpha }(z)-{\frac {1}{z\Gamma (\beta -\alpha )}},}
pour lequel on tire le développement asymptotique de Poincaré : pour {\displaystyle 0<\alpha <2} et {\displaystyle \mu } réel tel que {\displaystyle {\frac {\pi \alpha }{2}}<\mu <\min(\pi ,\alpha \pi )}, alors pour {\displaystyle N\in \mathbb {N} ^{*},N\neq 1} on a (Section 6. de ): 
- pour {\displaystyle \,|z|\to +\infty ,|{\text{arg}}(z)|\leq \mu } :

{\displaystyle E_{\alpha }(z)={\frac {1}{\alpha }}\exp(z^{\frac {1}{\alpha }})-\sum \limits _{k=1}^{N}{\frac {1}{z^{k}\Gamma (1-\alpha k)}}+O\left({\frac {1}{z^{N+1}}}\right),}
- pour {\displaystyle \,|z|\to +\infty ,\mu \leq |{\text{arg}}(z)|\leq \pi } :

{\displaystyle E_{\alpha }(z)=-\sum \limits _{k=1}^{N}{\frac {1}{z^{k}\Gamma (1-\alpha k)}}+O\left({\frac {1}{z^{N+1}}}\right),}
où l'on a noté {\displaystyle E_{\alpha }(z)=E_{\alpha ,1}(z)}.

## Applications
Une des applications de la fonction de Mittag-Leffler est dans la modélisation de matériaux viscoélastiques d'ordre fractionnaire. Des expériences dans le comportement de relaxation en temps de matériaux viscoélastiques ont montré une décroissance forte de la contrainte au début du processus de détente et une dégradation très lente en temps long, le temps pour atteindre un comportement asymptotique constant étant parfois très long. Aussi, un grand nombre d'éléments de  Maxwell sont nécessaires pour décrire le processus avec assez de précision. Cela aboutit à un problème d'optimisation difficile pour identifier un grand nombre de paramètres du matériau. Cependant, au fil des années, le concept de dérivées fractionnaires a été introduit dans la théorie de la viscoélasticité. Parmi les modèles, le modèle de Zener fractionnaire (en) s'est montré efficace pour modéliser la dynamique de matériaux caoutchouteux avec un faible nombre de paramètres. La solution de l'équation constitutive correspondante mène à une fonction de relaxation de type Mittag-Leffler, comme une série entière avec des arguments négatifs. Cette fonction représente toutes les propriétés essentielles du process de relaxation soumis à un signal continu arbitraire avec un saut à l'origine,.